# 山益里
山益里又称三益里于1919年填土垫地，始建于1937年，坐落于当时的天津英租界的剑桥道（Cambridge Road）（今和平区重庆道庆王府西侧），目前为一般保护等级历史风貌建筑。该建筑现为天津市历史风貌建筑整理有限责任公司旗下的庆王府公馆使用。

## 历史
山益里建于1937年，由中国近代实业家“洋灰陈”家族，江南水泥公司常务董事兼总经理陈一甫及其子陈范友和陈达友投资建造并由毕业于北洋大学土木系的陈一甫长子陈范友设计督建。里巷取名为三益里，寓意为父子三人共同受益，1982年，天津市人民政府因重名，取“三”之谐音“山”变更为现名。目前，山益里分为重庆道57-65号、重庆道67-79号，山益里2号、重庆道山益里1-11号、重庆道山益里4-20号、重庆道山益里13-21号、重庆道山益里22-40号、重庆道山益里25-31号这七个部分，均为作为庆王府公馆客房。

## 建筑风格
山益里由七幢联排公寓形成里弄式住宅，占地面积为5000平方米，总建筑面积为7500平方米，均为二层砖木结构楼房，部分四层。建筑外立面为硫缸砖清水墙，局部有装饰“甩疙瘩”混水抹灰，窗口外围用优质缸砖环绕建筑砌筑，兼有结构和装饰作用。建筑顶部为大筒瓦坡屋面，出老虎窗。建筑内部按照现代生活方式布局并设有木楼梯、木地板和木门窗。

## 建筑图片

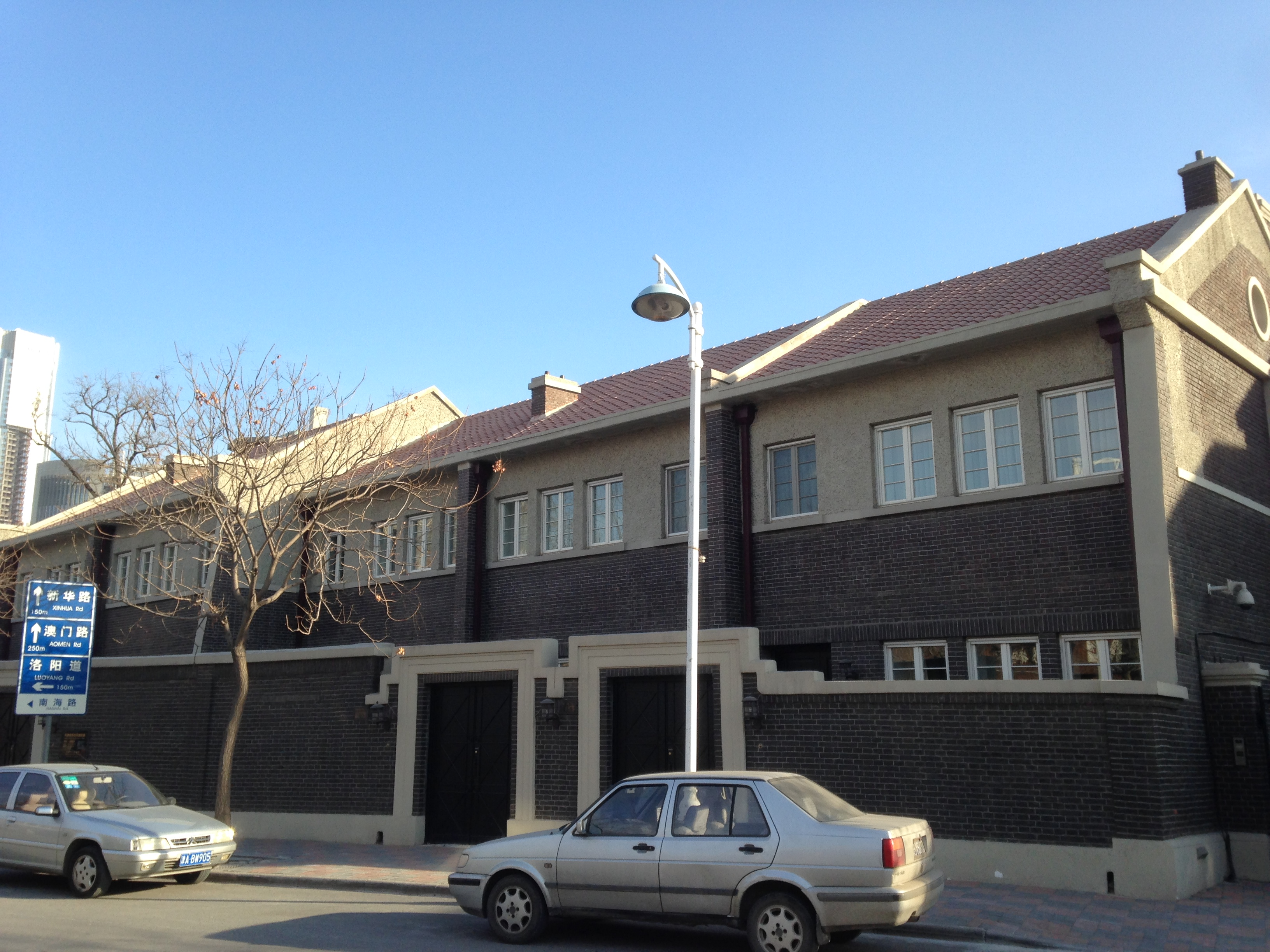
重庆道57-65号
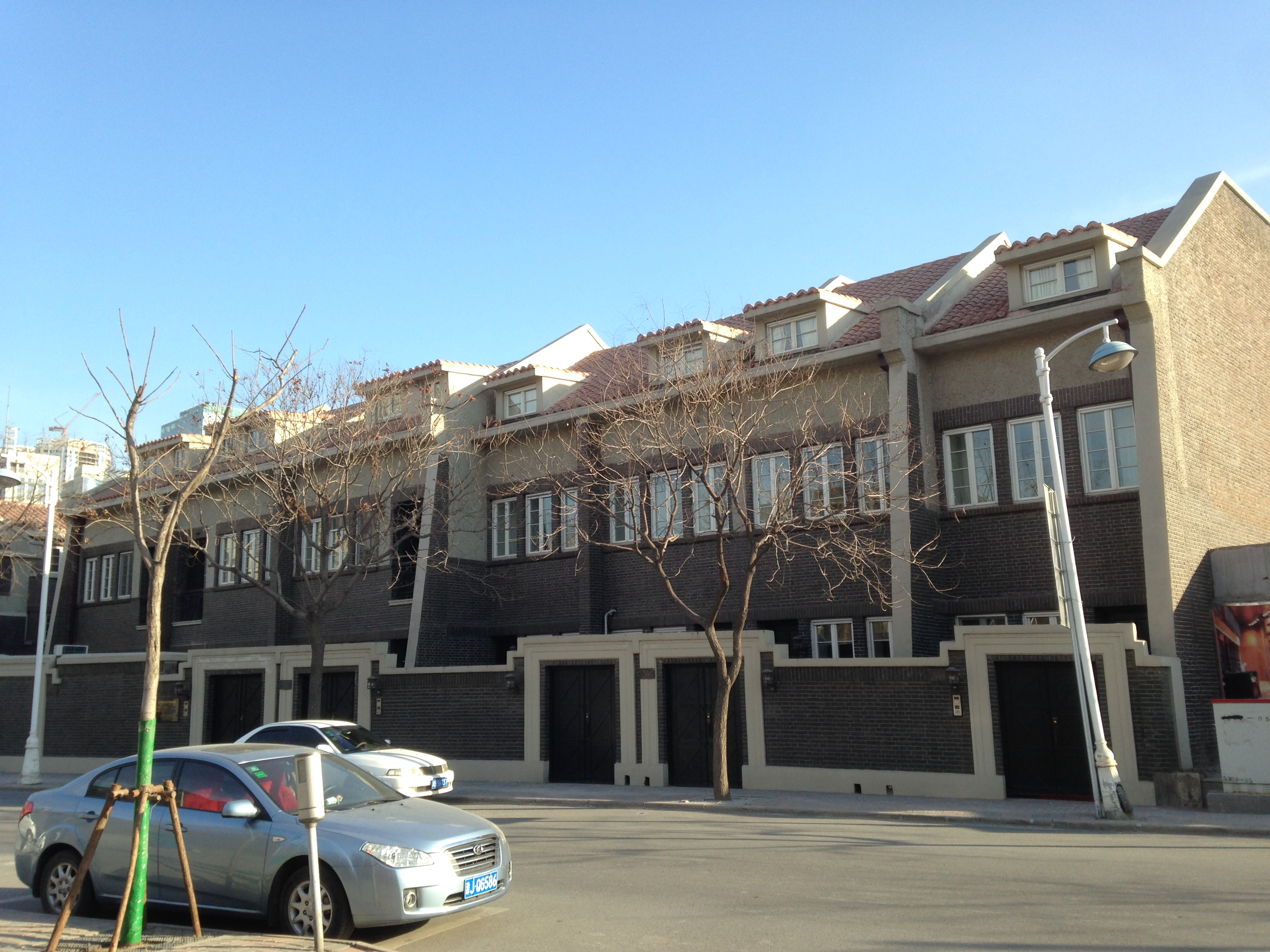
重庆道67-79号，山益里2号
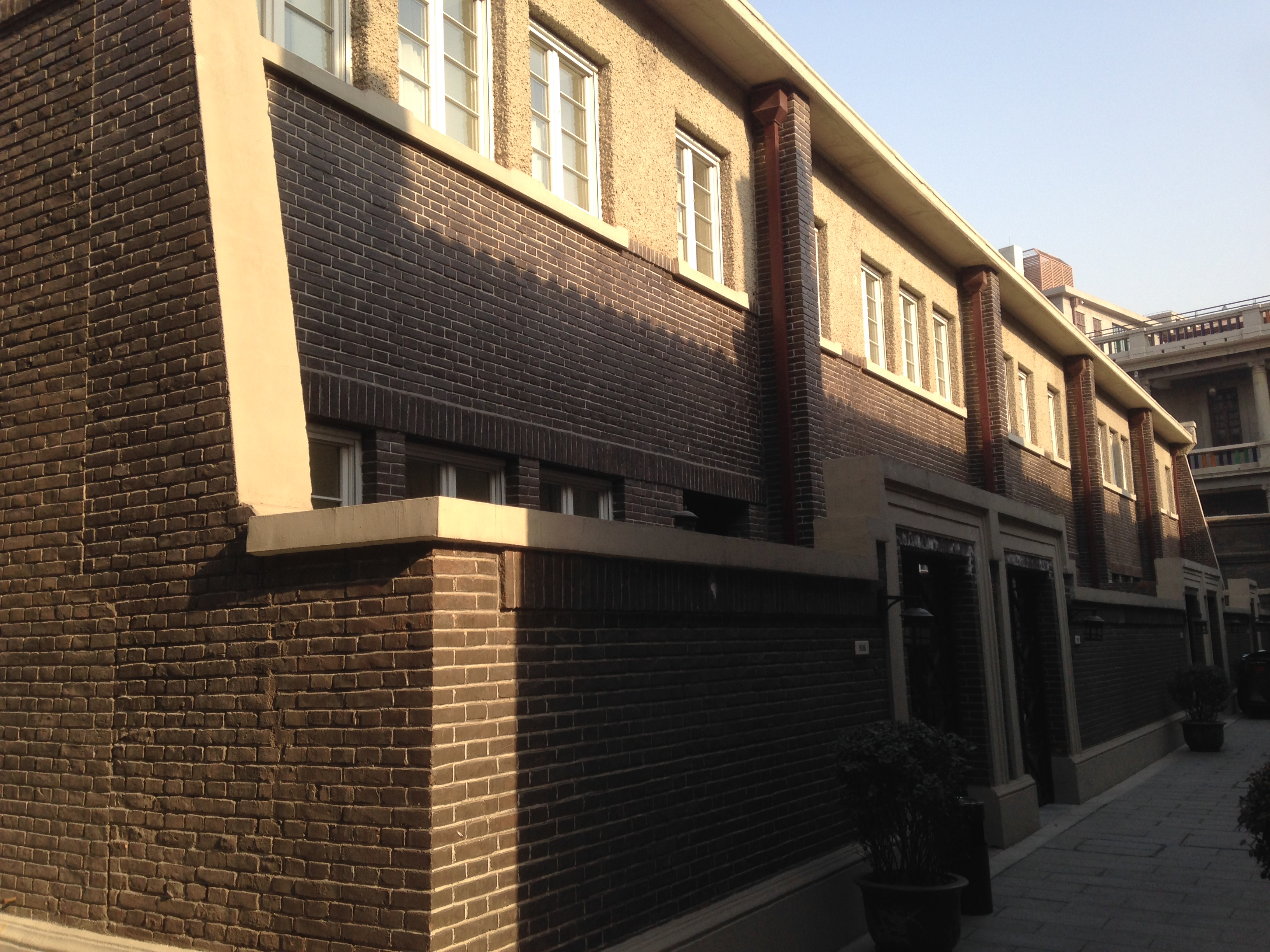
重庆道山益里1-11号
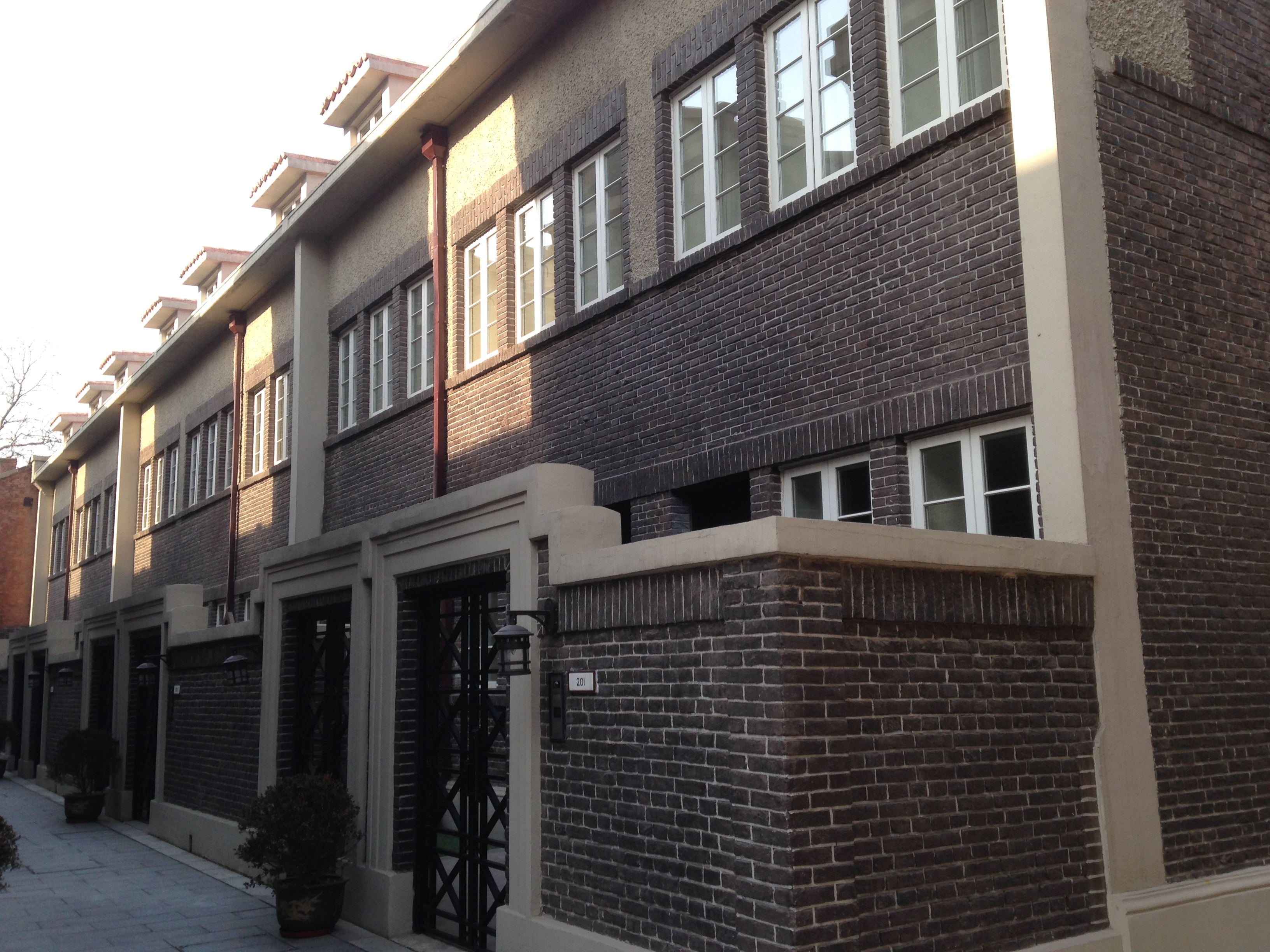
重庆道山益里4-20号
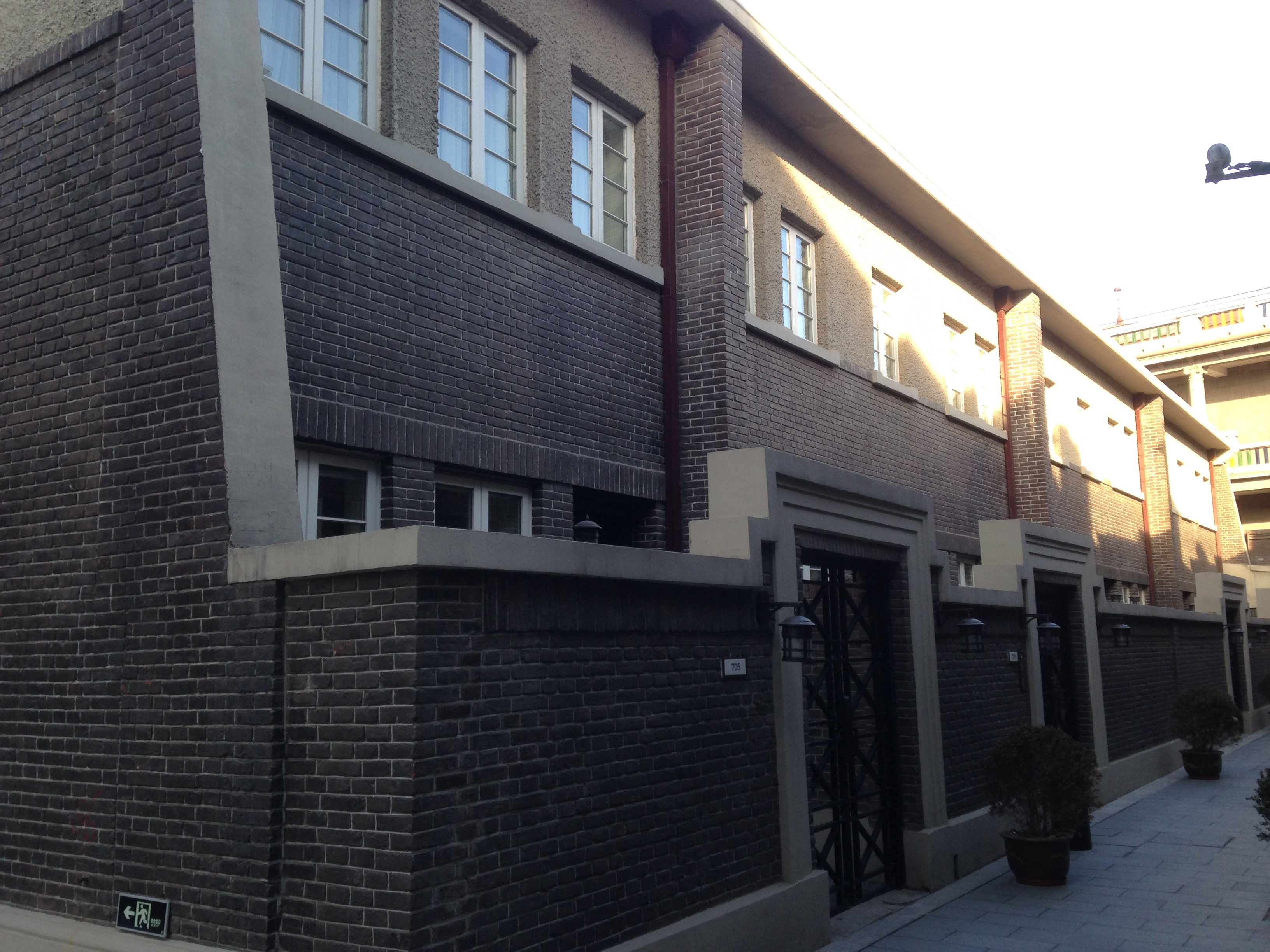
重庆道山益里13-21号
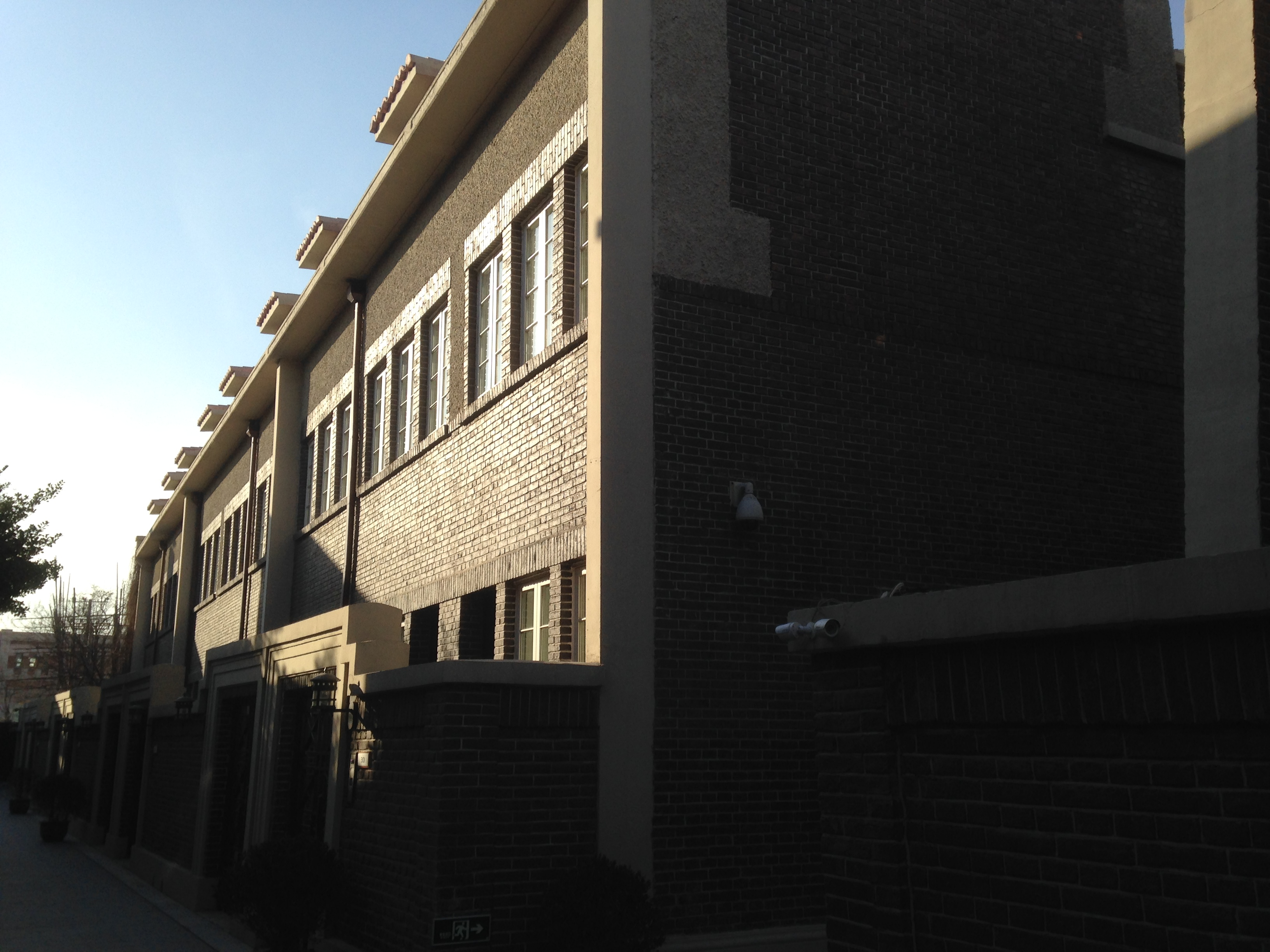
重庆道山益里22-40号
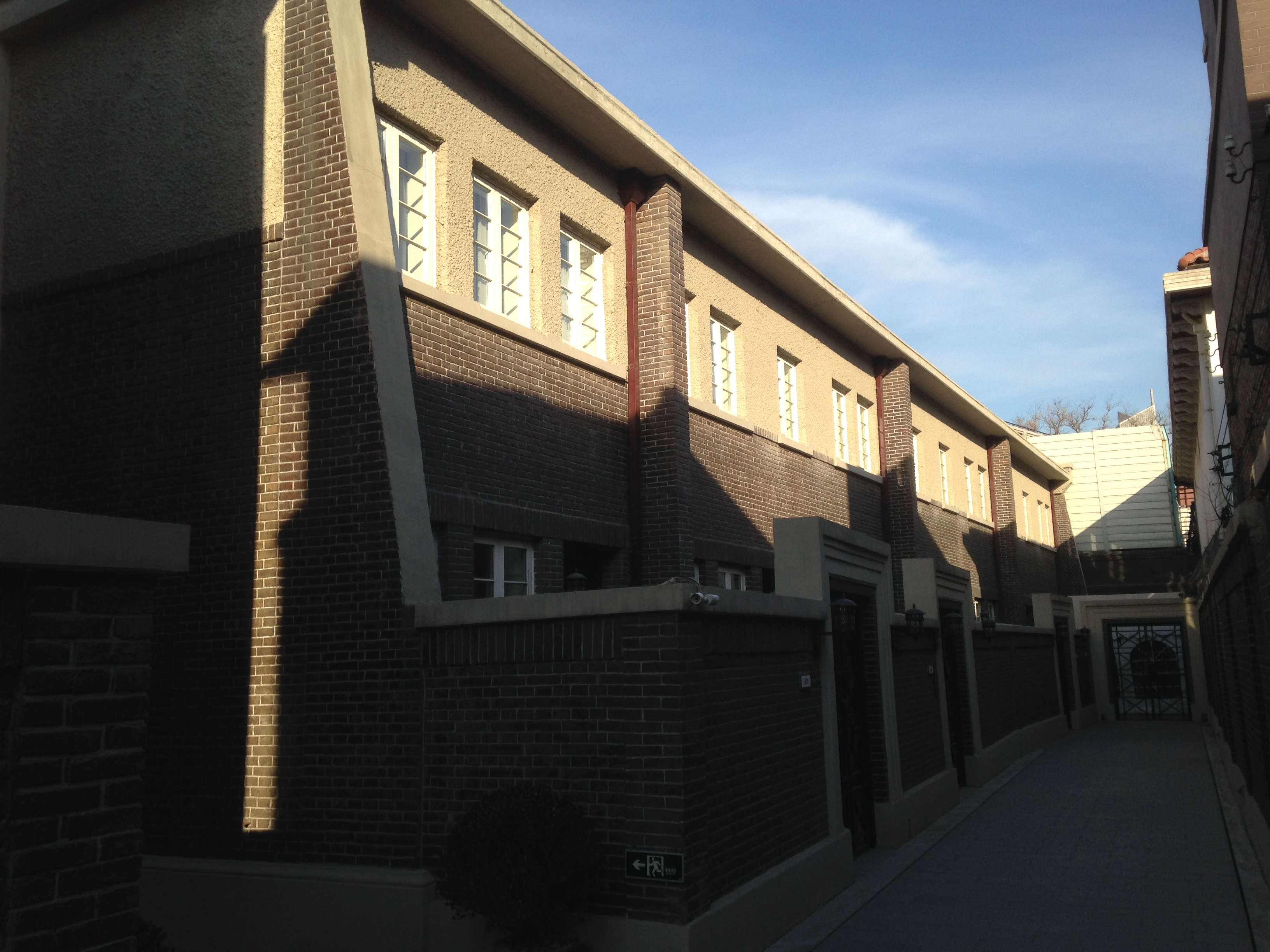
重庆道山益里25-31号